# Панфилово (Галичский район)
Панфилово — деревня в Лопарёвском сельском поселении Галичского района Костромской области России.

## География
Деревня расположена у речки Немда.

## История
Согласно Спискам населенных мест Российской империи в 1872 году деревня относилась к 2 стану Галичского уезда Костромской губернии. В ней числилось 5 дворов, проживало 20 мужчин и 15 женщин.
Согласно переписи населения 1897 года в деревне проживало 97 человек (39 мужчин и 58 женщин).
Согласно Списку населенных мест Костромской губернии в 1907 году деревня относилась к Пречистинской волости Галичского уезда Костромской губернии. По сведениям волостного правления за 1907 год в ней числилось 19 крестьянских дворов и 116 жителей. Основным занятием жителей деревни, помимо земледелия, был плотницкий промысел.

## Население
Численность населения населённого пункта менялась по годам:
| Население по годам  |      |      |
| Год                 | 2008 | 2012 |
| Жителей             | 91   | 73   |
| Крестьянских дворов | —    | —    |

| 1872 | 1897 | 1907 | 2008 | 2010 | 2012 | 2014 |
| ---- | ---- | ---- | ---- | ---- | ---- | ---- |
| 35   | ↗97  | ↗116 | ↘81  | ↘73  | →73  | ↘68  |